# La Joya, Santiago Tulantepec de Lugo Guerrero
La Joya är en ort i Mexiko.   Den ligger i kommunen Santiago Tulantepec de Lugo Guerrero och delstaten Hidalgo, i den sydöstra delen av landet, 100 km nordost om huvudstaden Mexico City. La Joya ligger 2 184 meter över havet och antalet invånare är 686.
Terrängen runt La Joya är kuperad åt sydost, men åt nordväst är den platt. Runt La Joya är det ganska tätbefolkat, med 90 invånare per kvadratkilometer. Närmaste större samhälle är Tulancingo, 4,9 km norr om La Joya. I omgivningarna runt La Joya växer i huvudsak blandskog.